# 네메톤

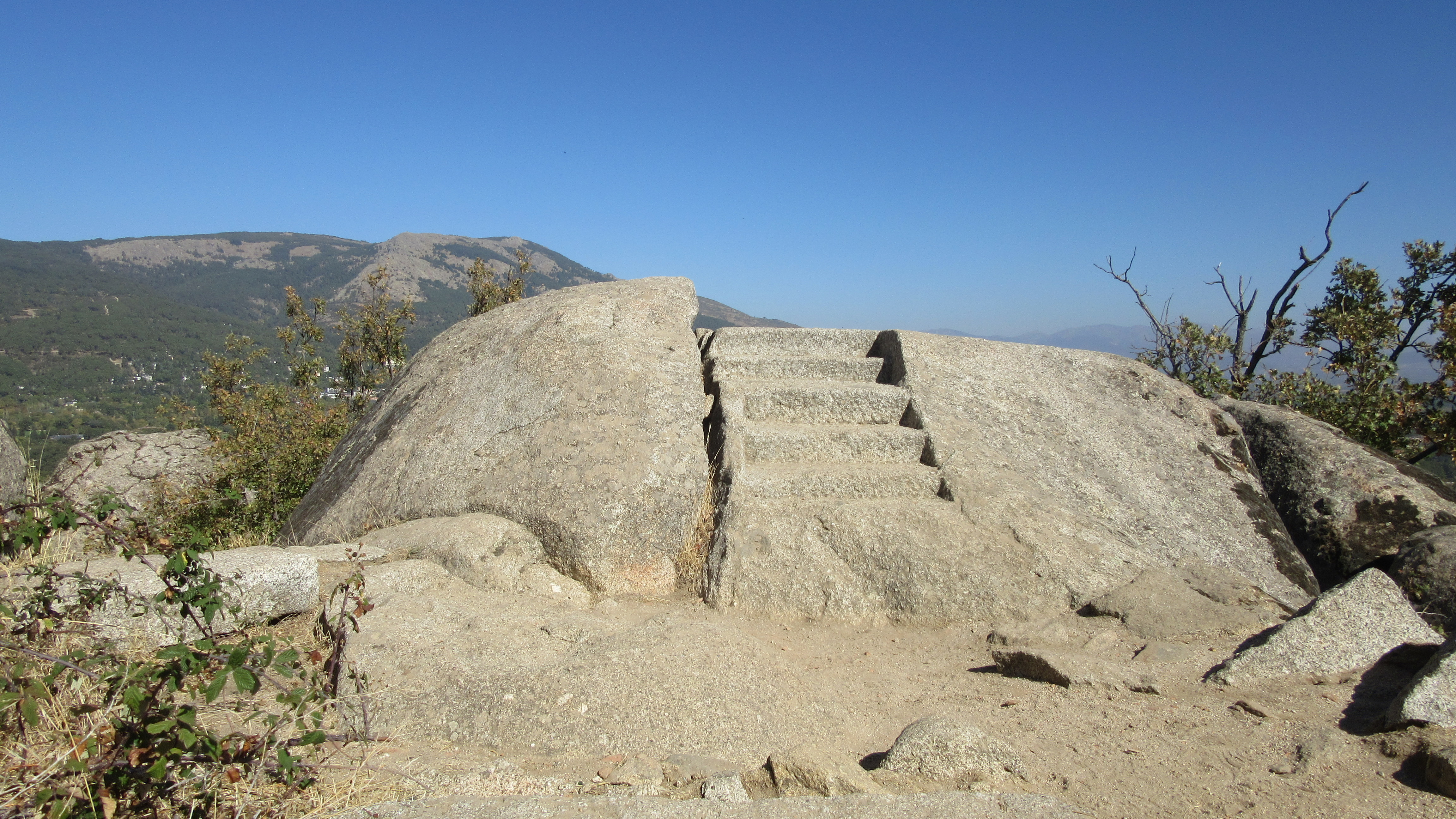

네메톤(nemeton)은 고대 켈트 종교의 성소다. 복수형은 네메타(nemeta).
플리니우스와 루카누스는 켈트족의 사제인 드루이드들은 돌로 지은 신전이 아닌, 성스러운 숲에서 회동한다고 기록했다. 타키투스 또한 로마의 앵글시 정복의 목격자로서 로마군의 상륙부대가 켈트족의 “비인간적 미신에 봉헌된 숲”을 파괴했으며, 그 숲에는 포로의 피와 내장으로 뒤덮인 제단이 있었다고 기록했다.
이런 기록들 때문에 네메톤은 곧 성림(聖林)으로 해석되곤 한다.:1350 하지만 고고학적 증거를 보면 켈트족의 종교의례 장소가 숲만 있었던 것은 아니고, 신전이나 사원도 있었음이 시사된다.:448:134